# 京都調理師専門学校
京都調理師専門学校（きょうとちょうりしせんもんがっこう）とは、学校法人大和学園が設置・運営する調理の専門学校。京都市右京区に本部を置く。

## 沿革
1931年設立の「鮒鶴料理講習会」をルーツとする。創立者・田中朋二郎は、料理旅館「鮒鶴」に生まれ、料理講習会を通して食生活の改善を図った。1964年より調理師の養成を開始し、1970年より現名称（京都調理師専門学校）となった。

### 年表

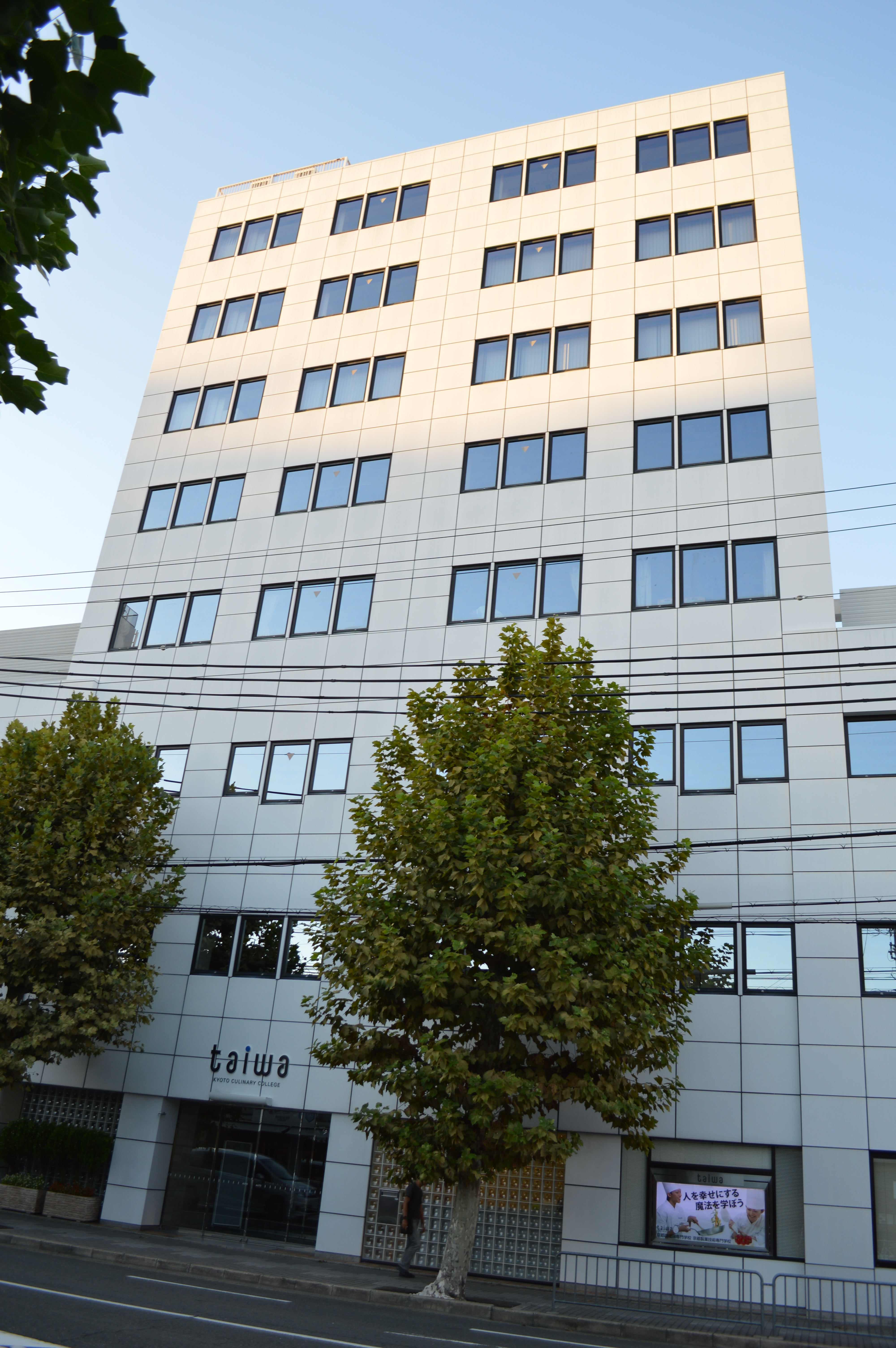
移転前の京都調理師専門学校（四条千本。2013年撮影）

- 1931年（昭和6年） - 鮒鶴料理講習会発足[2]
- 1941年（昭和16年） - 大和家庭料理講習会開設[2]
- 1951年（昭和26年） - 京都府の認可を受け、大和家庭料理学園開設[2]
- 1954年（昭和29年） - 大和家庭料理学園を大和料理専門学校に改称[2]
- 1964年（昭和39年） - 厚生大臣より調理師養成施設の指定を受け、調理師養成を開始[2]
- 1970年（昭和45年） - 大和料理専門学校を京都調理師専門学校に改称[2]
- 1976年（昭和51年） - 専修学校制度による専門学校の認可を取得[2]
- 1978年（昭和53年） - アメリカ料理専門大学（CIA）と姉妹校提携、交換教授制度を成立[3]
- 1986年（昭和61年） - 
  - 四条通千本角[注釈 1]に新校舎を建設し移転[2]
  - フランス料理文化センター（FFCC）[注釈 2]、パリ市商工会議所立フランス料理上級学校（英語版）[注釈 3]とアカデミック提携[2]
- 1987年（昭和62年） - 
  - 製菓技術科開設[2]
  - ル・コルドン・ブルー料理・製菓学校とアカデミック提携[2]
- 1991年（平成3年） - 上級調理師科（2年制）開設[2]
- 1998年（平成10年） - 京都製菓技術専門学校（現在の京都製菓製パン技術専門学校）を開校[2]
- 2010年（平成22年） - 上級調理師科を京料理上級科、フランス料理上級科、イタリア料理上級科、フードコーディネーター科に細分化[2]
- 2013年（平成25年） - 文部科学大臣より3学科（京料理上級科、フランス料理上級科、イタリア料理上級科）が職業実践専門課程に認定[2]
- 2016年（平成28年） - 京料理上級科を和食・日本料理上級科に名称変更[2]
- 2017年（平成29年） - 太秦キャンパスに京都調理師専門学校・京都製菓製パン技術専門学校の新校舎完成[2]
- 2018年（平成30年） - 太秦キャンパスに京都調理師専門学校・京都製菓製パン技術専門学校を移転開設[2]
- 2019年（平成31年/令和元年） - 2020年度からの高等教育修学支援新制度の対象機関となることが決定[2]

## 設置学科
2年制
- 和食・日本料理上級科
- フランス・西洋料理上級科
- イタリア・西洋料理上級科

調理師科（1年制）
調理師科夜間部（1.5年制）

## 所在地
〒616-8083
京都市右京区太秦安井西沢町4番5

## 交通手段
- 地下鉄東西線「太秦天神川」駅 出口１番より徒歩４分
- 嵐電（京福電車）嵐山本線「嵐電天神川」駅より徒歩５分
- ＪＲ山陰本線（嵯峨野線）「花園」駅より徒歩１３分
- 市バス「京都先端科学大学前」より徒歩１分